# Patrícia Portela
Patrícia Portela (Lisboa, 1974), é uma escritora portuguesa e autora de diversos projetos artísticos transdisciplinares. Vive temporadas em Portugal e na Bélgica. Licenciada em realização plástica do espetáculo pela Escola Superior de Teatro e Cinema (1995). Realizou um mestrado Master of Arts in european scenography pela Central Saint Martins College of Arts, em Londres, em parceria com a Utrecht Faculty of Theatre (1997) e um mestrado em filosofia pelo Instituto de Filosofia de Leuven (2016). Estagiou na European Film College de Ebeltoft, em documentário, argumento, edição de som (2000/2001). Como bolseira da Fundação Calouste Gulbenkian realizou uma pós-graduação em arte, performance e teatralidade em APT – Antuérpia (Bolsa FCG Investigação Técnica e Artística 2002/03). Atualmente é candidata ao doutoramento em arte multimédia e filosofia na Faculdade de Belas Artes da Universidade de Lisboa. Fundadora e membro da direção artística da Associação Cultural Prado em parceria com Isabel Garcez e Helena Serra desde 2003 e membro fundador do coletivo O resto e membro entre 1998 e 2000. Reconhecida nacional e internacionalmente pela peculiaridade da sua obra, recebeu vários prémios (dos quais destaca o Prémio Madalena Azeredo de Perdigão/F.C.G. para Flatland I – 2005, o Prémio Teatro na Década para Wasteband – 2003). Autora de vários romances e novelas como Para Cima e não para Norte (2008) Banquete (2012, finalista do Grande Prémio de Romance e novela APE) ou Dias úteis (2017, considerado pelas revistas Sábado e Visão um dos melhores livros do ano), todos com a chancela Editorial Caminho. Participou no 46º International Writers Program em Iowa City em 2013 e foi a primeira Outreach Fellow da Universidade de Iowa City. Foi uma das 5 finalistas do Prémio Media Art Sonae 2015 com a sua instalação Parasomnia com a qual continua a circular pelo mundo, e foi a primeira bolseira literária em Berlim da Embaixada Portuguesa na Alemanha em 2016. Lecciona dramaturgia e imagem com regularidade em lugares como a Universidade do Minho, a Escola Superior de Teatro e Cinema e Forum Dança, em Portugal, ou a Universidade de Antuérpia, entre outros espaços de formação em performance alternativos. 
É actualmente cronista no Jornal de Letras e no Fio da Meada na Antena 1. 

## Biografia
“Nascida pela altura da Intentona das Caldas, Patrícia Portela aprendeu a respirar pouco antes da revolução. Interessou-se por livros e bonecos já livre da ditadura. Segue à risca a máxima grega transforma o mundo sem estrondo mas com esperança. Gosta de formigas físicas e meta-físicas, de viajar e de olhar e ouvir a filha.” Raul J. Contumélias.

## Publicações

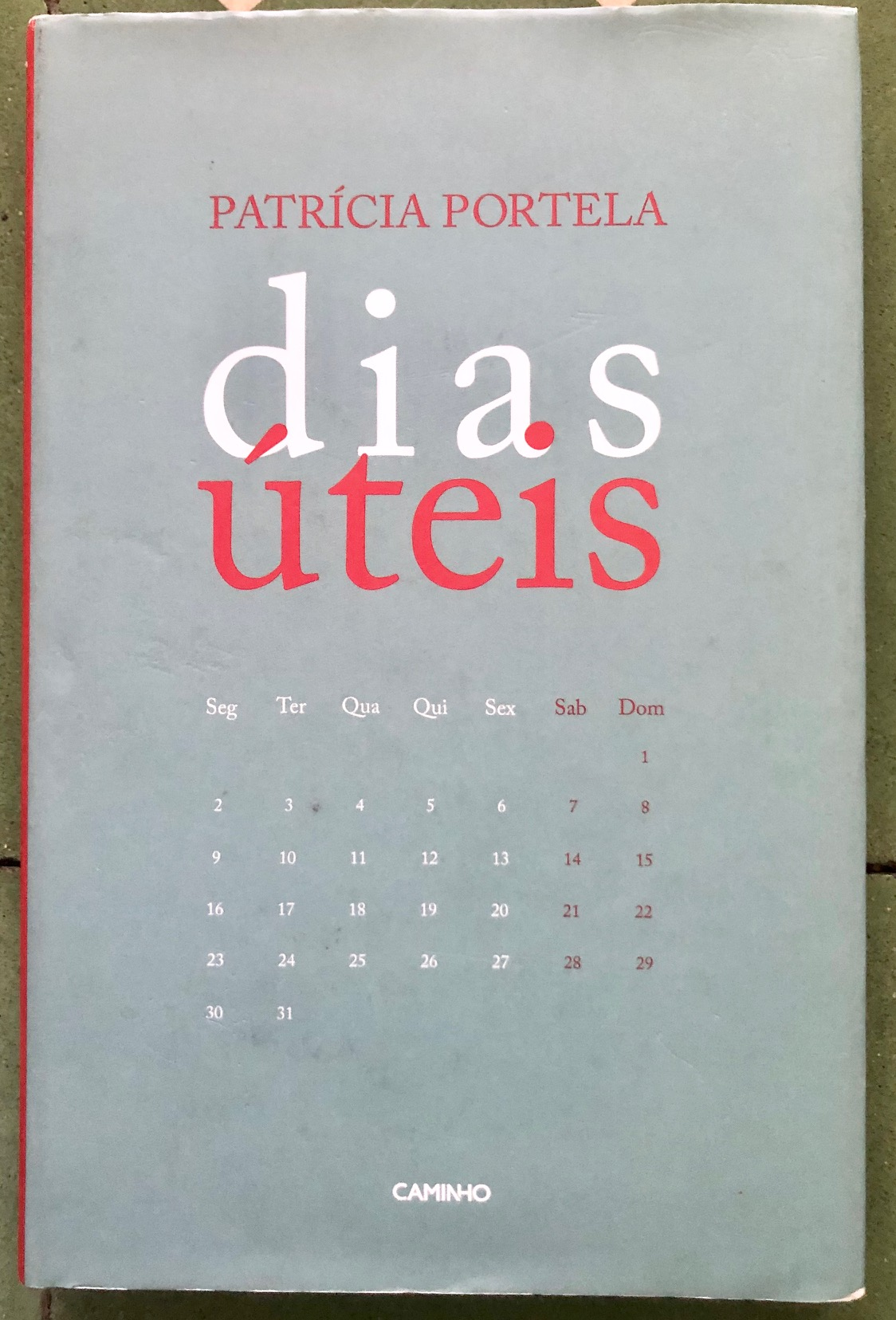
Capa do livro de Patricia Portela.

- 2016 A Coleção Privada de Acácio Nobre (Caminho)
- 2017 Dias Úteis (Caminho)
- 2016 Zoëlógica (Caminho)
- 2014 Wasteband (Caminho)
- 2015 Hortus Conclusus, edição de autor impressa à mão de 30 exemplares em parceria com Leslie Smith
- 2012 Banquete (Caminho)
- 2010 Robinson Crusoé (Bicho do Mato)
- 2008 Para Cima e Não Para Norte Caminho)
- 2008 Escudos Humanos, inserido na colectânea Panos (Culturgest)
- 2007 Odília ou a História das Musas Confusas do Cérebro de Patrícia Portela (Caminho)
- 1999 Se Não Bigo Não Digo (Fenda)
- 1998 Operação Cardume Rosa (Fenda)

Página de Zooelógica intervencionada por uma leitora. Livro de Patrícia Portela (2016).

## Espetáculos/Instalações
- 2017 Je Suis Bovary, tertúlia, em parceria com Leonor Barata
- 2017 Por Amor, em parceria com Leonor Barata
- 2015 Parasomnia
- 2014 Fábulas Elementares, performance/lab>6, em parceria com Cláudia Jardim e Sónia Baptista
- 2010 A coleção Privada de Acácio Nobre Nobre em parceria com o artista sonoro Christoph de Boeck
- 2009 O Jogo das Perguntas >8, performance/jogo em parceria com Cláudia Jardim
- 2008 Anita Vai a Nada >8, em parceria com Cláudia Jardim/Teatro Praga
- 2007 Banquete em parceria com deepblue (Bélgica)
- 2006 Odília co-produção com Laika (Bélgica)
- 2006 Flatland Trilogy
- 2004 Flatland I
- 2003 Wasteband
- 2000 Lan Tao
- 1999 T5
- 1998 Operação Cardume Rosa
- 1997 One Spoke, One Smoked, One died com Jos Roddman e Henriette Benzacken (MA of arts).

## Prémios
- Finalista do Prémio Media Art Sonae/MNACC com Parasomnia, 2015
- Associação de Críticos de Teatro Portugueses 2006 (Menção Honrosa para Trilogia Flatland)
- Prémio Madalena Azeredo Perdigão, Fundação Calouste Gulbenkian 2004 para Flatland I
- Menção Especial Bolsa Ernesto Sousa para Flatland I
- Prémio Madalena Azeredo Perdigão, Fundação Calouste Gulbenkian, 2003 (Menção Honrosa) para Wasteband
- Prémio Reposição Teatro na Década, C.P.A.I 2003 para Wasteband
- Prémio Teatro na Década 1998 para T5
- Centro Nacional de Cultura - Revelação de Teatro pela Associação de Críticos de Teatro Portugueses e Navegadores Portugueses 94 de BD